# 1884年全米選手権 (テニス)
1884年に行われた、第4回 全米選手権（だい4かいぜんべいせんしゅけん）に関する記事。アメリカ・ロードアイランド州ニューポート・カジノにて開催。

## 大会の流れ
- 第1回大会の1881年から1886年までは、男子シングルス・男子ダブルスの2部門がアメリカ・ロードアイランド州「ニューポート・カジノ」において実施された。1887年から女子シングルス、1889年から女子ダブルスが加わり、混合ダブルスは1892年から公式競技になった。
- 1881年から1967年まで、全米選手権は各部門が個別の名称を持ち、大会会場も別々のテニスクラブで開かれた。これが他の3つのテニス4大大会と大きく異なる点である。
  - 男子シングルス　名称：全米シングルス選手権（U.S. National Singles Championship）
  - 男子ダブルス　名称：全米ダブルス選手権（U.S. National Doubles Championship）
- この年から、全米選手権にも「チャレンジ・ラウンド」（Challenge Round, 挑戦者決定戦）と「オールカマーズ・ファイナル」（All-Comers Final）が採用された。これは1878年の第2回ウィンブルドン選手権で始まった競技方式である。
  - 大会前年度優勝者を除く選手は「チャレンジ・ラウンド」に出場し、前年度優勝者への挑戦権を争う。前年度優勝者は、無条件で「オールカマーズ・ファイナル」に出場できる。チャレンジ・ラウンドの勝者と前年度優勝者による「オールカマーズ・ファイナル」で、当年度の選手権優勝者を決定した。
  - 全米選手権のチャレンジ・ラウンドは、1884年と1885年の2年間のみ、準決勝までは最大3セット・マッチで行われた。1886年から、男子シングルスはすべての試合が最大5セット・マッチで行われるようになる。
- 競技ルールは、ウィンブルドン選手権に準拠して実施された。ウィンブルドン選手権では、1884年から「一方が2ゲーム勝ち越すまで」セットを続行する方式に変更された。
- 初期の全米選手権のように、外国人出場者が少なかった時期は、地元アメリカ人選手の国籍表示を省略する。

## 大会前年度優勝者
- 男子シングルス：リチャード・シアーズ
- 男子ダブルス：リチャード・シアーズ＆ジェームズ・ドワイト

## 男子シングルス

### チャレンジラウンド
準々決勝
- パーシー・ナップ vs. リビングストン・ビークマン　6-1, 6-2
- ハワード・テーラー vs. アレクサンダー・バン・レンセラー　6-4, 6-1
- ウィリアム・ソーン vs. ジョージ・リチャーズ　不戦勝
- クラレンス・クラーク vs. A・C・ガルト　6-2, 6-2

準決勝
- ハワード・テーラー vs. パーシー・ナップ　6-2, 2-6, 6-1
- ウィリアム・ソーン vs. クラレンス・クラーク　2-6, 6-2, 6-3

（チャレンジラウンド準決勝までは、最大3セット・マッチで実施。1885年まで）
決勝
- ハワード・テーラー vs. ウィリアム・ソーン　6-4, 4-6, 6-1, 6-4　［チャレンジラウンド決勝は最大5セット・マッチ］

### オールカマーズ決勝
- リチャード・シアーズ vs. ハワード・テーラー　6-0, 1-6, 6-0, 6-2　（シアーズが本大会の優勝者になる。1881年から大会4連覇）

## 決勝戦の結果
- 男子シングルス：リチャード・シアーズ vs. ハワード・テーラー　6-0, 1-6, 6-0, 6-2　［オールカマーズ決勝］
- 男子ダブルス：リチャード・シアーズ＆ジェームズ・ドワイト vs. アレクサンダー・バン・レンセラー＆ウォルター・ベリー　6-4, 6-1, 8-10, 6-4